# Château de Chillon

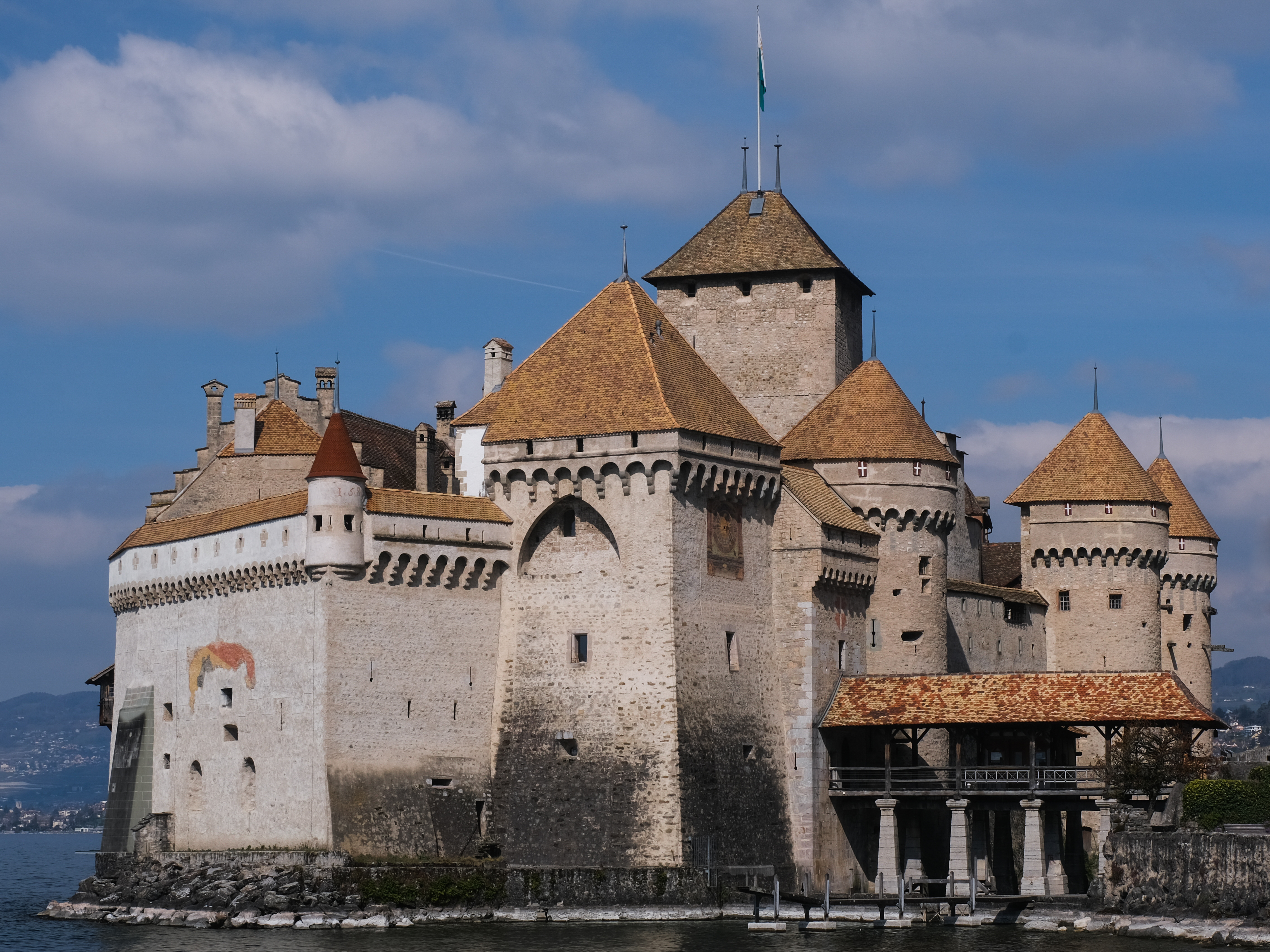
Chateau de Chillon från söder.

Château de Chillon är ett slott på en undervattensklippa vid östra ändan av Genèvesjön i Schweiz i Veytaux mellan Villeneuve och Montreux. Belägenheten på en klippö var både ett naturligt skydd för slottet och en strategisk plats som kontroll av passagen mellan norra och södra Europa.
De första skriftliga källor som omnämner slottet är från 1150. Det nuvarande slottet lär vara byggt på 1200-talet, men undergick många ändringar under 1400- och 1500-talen. På 1890-talet  restaurerades det och inreddes till museum. Idag består slottet av ett 25-tal sammanbundna byggnader. 
Lord Byron gjorde slottet känt genom sin dikt The Prisoner of Chillon om François Bonivard, en munk och politiker från Genève som var fängslad på slottet 1530-1536.
Slottet innehåller idag ett museum med historiska föremål, bland annat en större vapensamling. Stora delar av slottet är även öppna för allmänheten.

## Bildgalleri

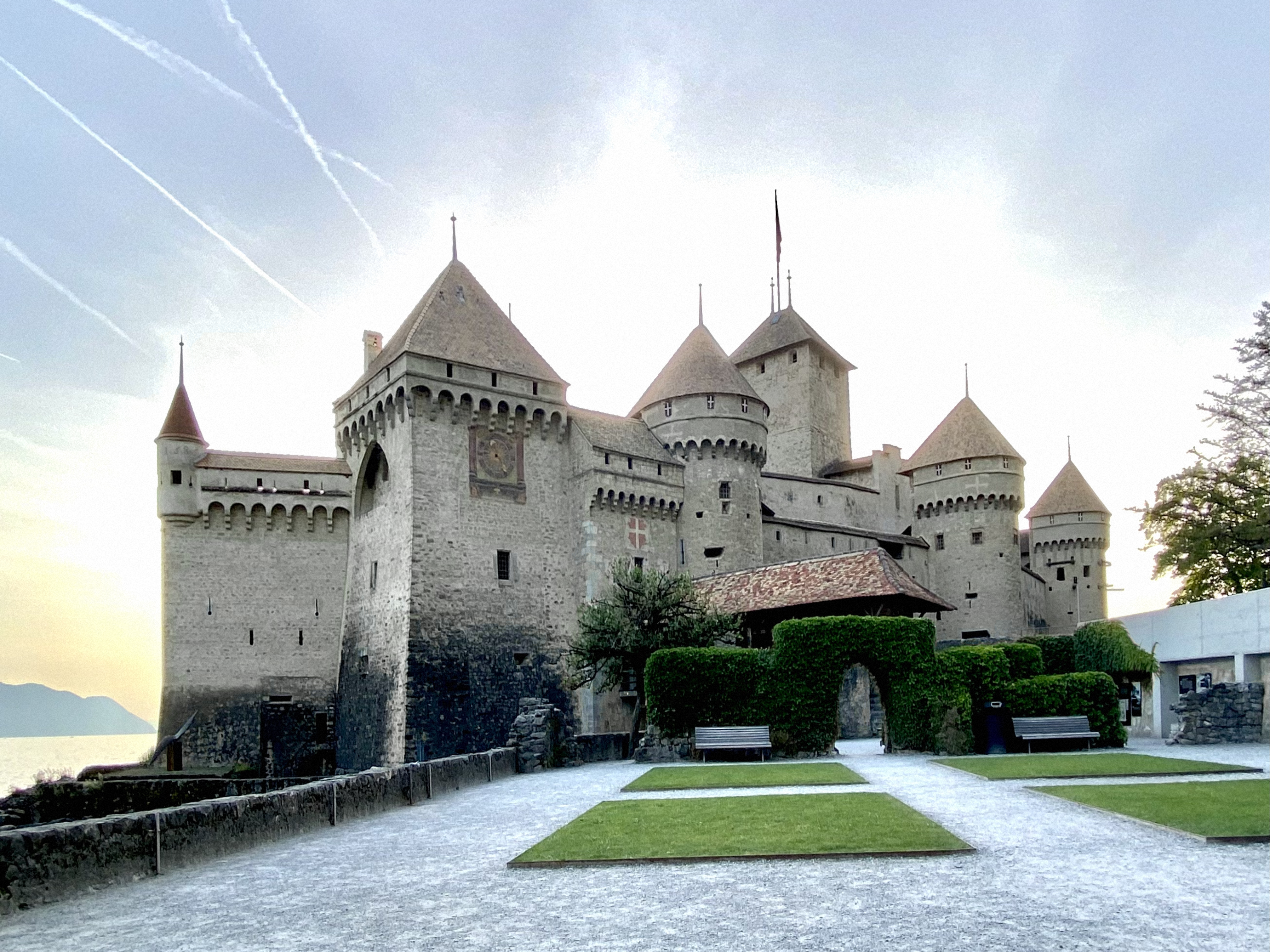
Framifrån utsikt från trädgården
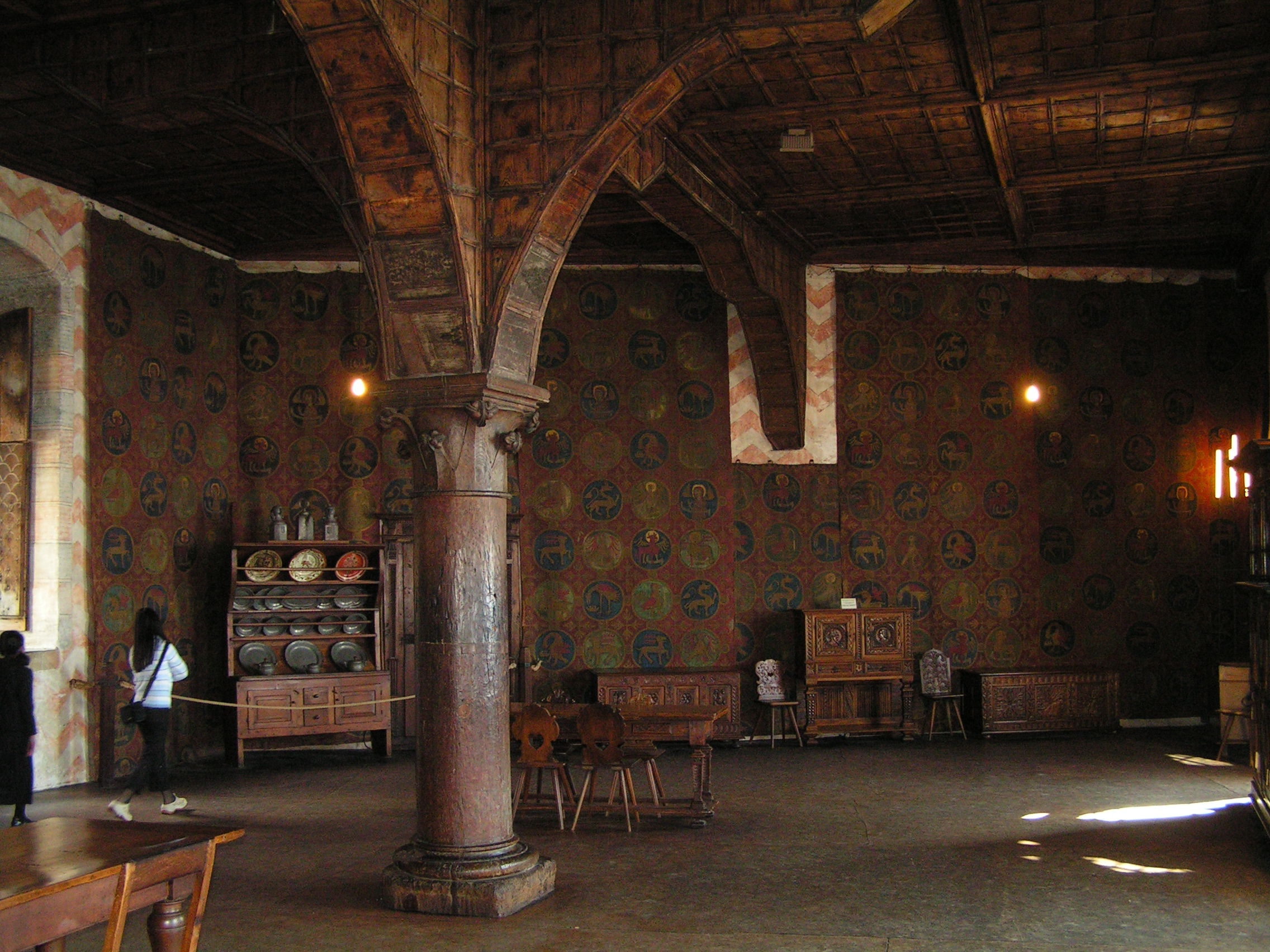
Interiör från museidelen.
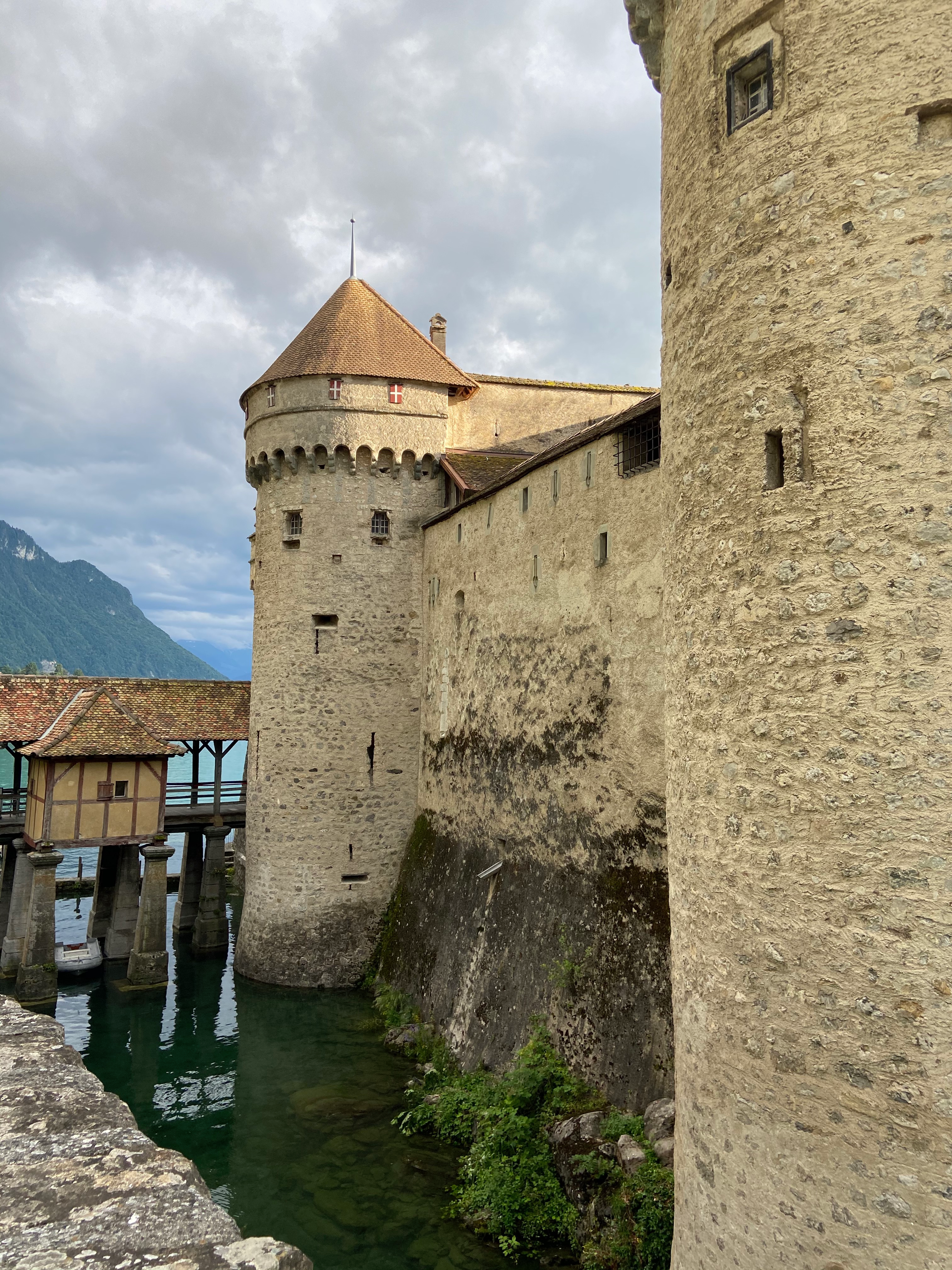
Vy från sidan
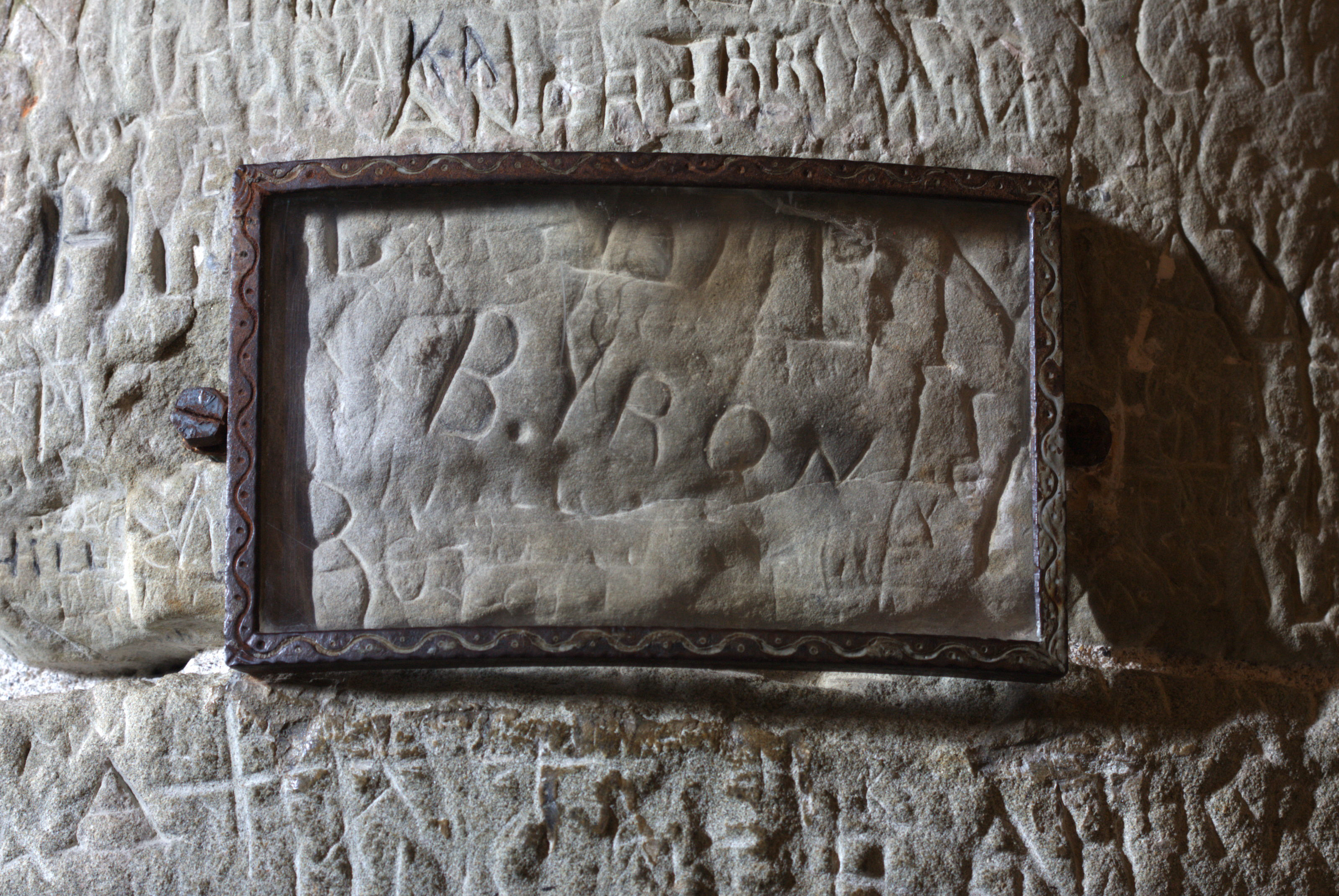
Lord Byrons inskrift på väggen i källarvalvet.
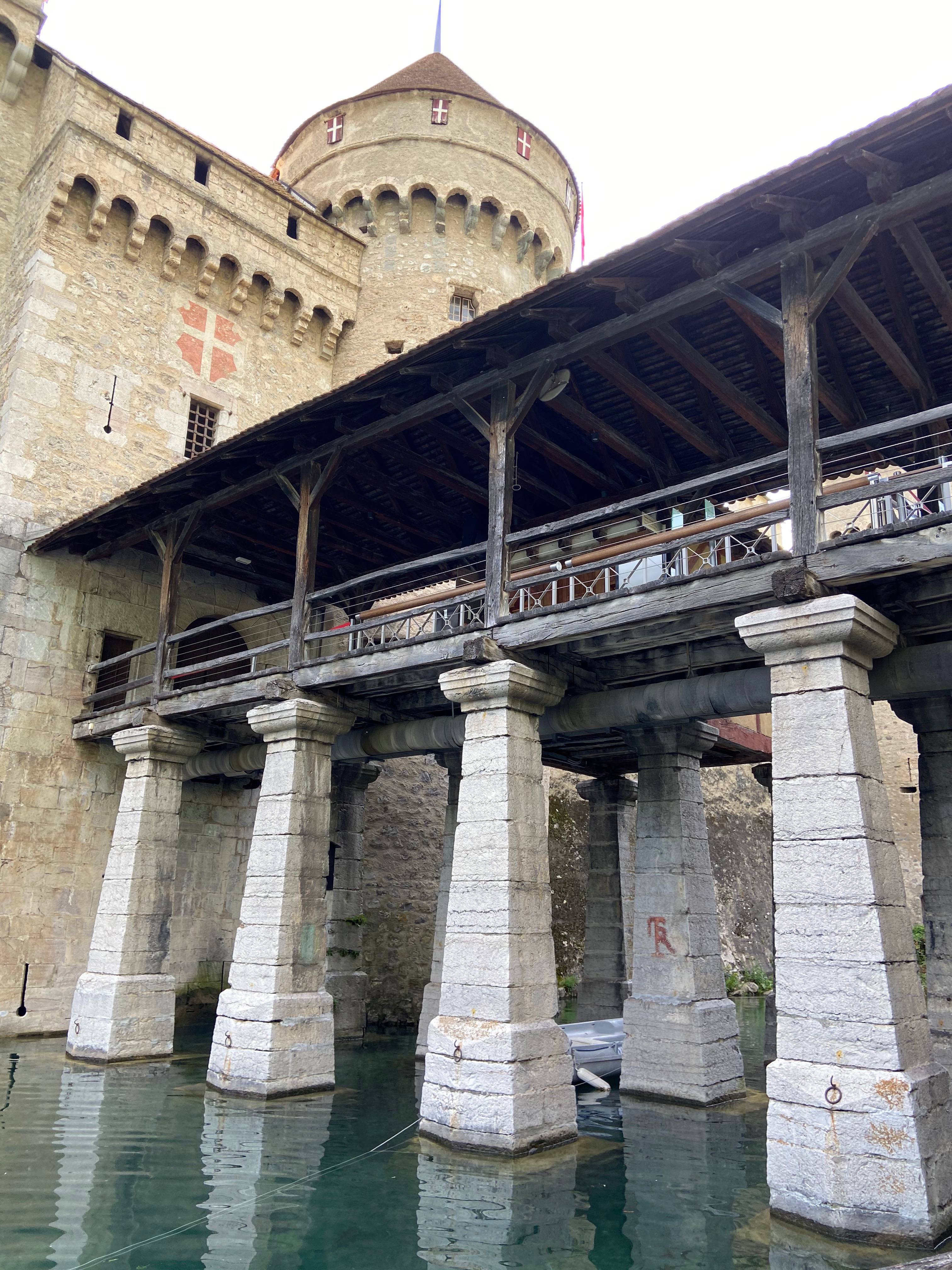
Vy från under bron
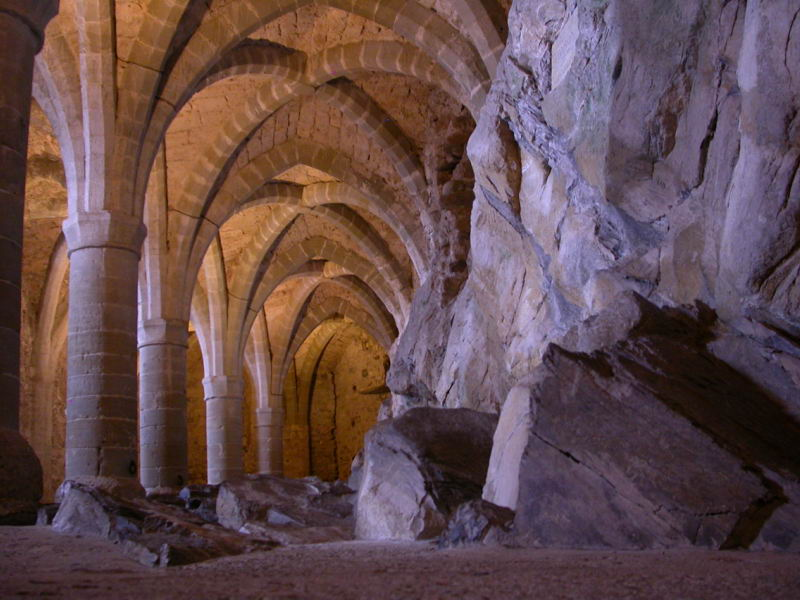
Interiör från källarvalven. Slottet är uppfört direkt på klippan.

## Källhänvisningar
- Cillon i Nordisk familjebok (andra upplagan, 1906)
- Slottets webbplats/ Historia